# Саятов Іван Омелянович
Іван Омелянович Саятов (Соятов) (1896 — розстріляний 1937) — радянський партійний діяч, 1-й секретар Ворошиловградського міського комітету КП(б)У, секретар Донецького обкому КП(б)У. Кандидат у члени ЦК КП(б)У в червні — серпні 1937 р.

## Біографія
Працював робітником. Член РКП(б) з 1919 року.
Перебував на відповідальній партійній роботі в Катеринославській губернії і на Донбасі.
21 липня — 20 вересня 1932 року — секретар Донецького обласного комітету КП(б)У. Працював секретарем Маріупольського міського комітету КП(б)У Донецької області.
До серпня 1937 року — 1-й секретар Ворошиловградського міського комітету КП(б)У Донецької області.
У серпні 1937 року заарештований органами НКВС. 13 листопада 1937 року засуджений до вищої міри покарання, розстріляний. Посмертно реабілітований.